# Campeonato Paulista Serie A2
El Campeonato Paulista de Fútbol Serie A2 es una competición de fútbol en la que participan los equipos del Estado de São Paulo, Brasil. Es la segunda categoría del fútbol profesional solo por debajo del Campeonato Paulista Serie A1 que reúne a los principales clubes del estado. Al igual que los demás campeonatos regionales de este país, se disputa antes del inicio del Campeonato Brasileño de Fútbol, la liga nacional, sirviendo como un preparatorio para los equipos de las tres primeras divisiones nacionales y para clasificar a los representantes de cada estado a la Serie D y a la Copa de Brasil de la siguiente temporada.
La Segunda División nació en 1917 como campeonato amateur y se disputó hasta 1940, fue organizado por la Liga Paulista de Foot-Ball.
La Serie A2 más popularmente conocida como "Segunda División", justamente por representar el segundo nivel de los clubes se disputa desde 1947 es organizado por la Federación Paulista de Fútbol. El torneo recibió la denominación A2 desde 1994.

## Equipos participantes 2018
| Equipo                   | Ciudad                | Estadio                                   | Capacidad | En 2017        |
| ------------------------ | --------------------- | ----------------------------------------- | --------- | -------------- |
| Água Santa               | Diadema               | Estadio Distrital do Inamar               | 10.000    | 3°             |
| Grêmio Osasco Audax      | Osasco                | Estadio Municipal Prefeito José Liberatti | 17.430    | 16º (Serie A1) |
| Batatais                 | Batatais              | Estadio Doutor Oswaldo Scatena            | 13.000    | 5º             |
| Guarani                  | Campinas              | Estadio Brinco de Ouro da Princesa        | 29.130    | 6º             |
| Internacional de Limeira | Limeira               | Estadio Major José Levy Sobrinho          | 18.000    | 2º (Serie A3)  |
| Juventus                 | São Paulo             | Estadio Conde Rodolfo Crespi              | 3.800     | 7º             |
| Nacional                 | São Paulo             | Estadio Nicolau Alayon                    | 10.117    | 1º (Serie A3)  |
| Oeste                    | Barueri               | Arena Barueri                             | 31.452    | 11º            |
| Penapolense              | Penápolis             | Estadio Municipal Tenente Carriço         | 8.769     | 9º             |
| Portuguesa               | São Paulo             | Estadio do Canindé                        | 21.004    | 13°            |
| Río Claro                | Río Claro             | Estadio Augusto Schmidt Filho             | 6.284     | 4º             |
| São Bernardo             | São Bernardo do Campo | Estadio Primeiro de Maio                  | 13.440    | 15º (Serie A1) |
| Sertãozinho              | Sertãozinho           | Estadio Municipal Frederico Dalmaso       | 7.860     | 8º             |
| Taubaté                  | Taubaté               | Estadio Joaquim de Morais Filho           | 9.600     | 10º            |
| Votuporanguense          | Votuporanga           | Estadio Municipal Plínio Marin            | 7.464     | 14º            |
| XV de Piracicaba         | Piracicaba            | Estadio Barão de Serra Negra              | 18.000    | 12º            |

## Campeones

### Etapa Amateur
| - 1917 - Minas Gerais Futebol Clube (São Paulo) (*) - 1918 - União Fluminense Futebol Clube (São Paulo) - 1919 - União Fluminense Futebol Clube (São Paulo) - 1920 - Esporte Clube Sírio (São Paulo) (*) - 1921 - Clube Athletico Audax (São Paulo) - 1922 - Associação Graphica de Desportes (São Paulo) - 1923 - Clube Atlético Independência (São Paulo) - 1924 - Clube Athletico Audax (São Paulo) (*) - 1925 - Clube Atlético Sílex (São Paulo) (*) - 1926 - Primeiro de Maio Futebol Clube (Santo André) - APEA (*) - 1926 - Clube Atlético Sant'Anna (São Paulo) - LAF (*) - 1927 - Voluntários da Pátria Football Club (São Paulo) - APEA - 1927 - União Lapa Futebol Clube (São Paulo) - LAF (*) - 1928 - Clube Atlético Sílex (São Paulo) - APEA (*) - 1928 - União Fluminense Futebol Clube (São Paulo) - LAF | - 1929 - Cotonifício Rodolfo Crespi Futebol Clube (1) (São Paulo) (*) - 1930 - Associação Athlética Estrela de Ouro (São Paulo) - 1931 - Associação Atlética São Paulo Alpargatas (São Paulo) - 1932 - Clube Atlético Albion (2) (São Paulo) - 1933 - Sport Club Humberto I (São Paulo) - 1934 - São Caetano Esporte Clube (São Caetano do Sul) - 1935 - Luzitano Futebol Clube (São Paulo) - 1936 - no disputado - 1937 - no disputado - 1938 - Associação Atlética Tramway Cantareira (São Paulo) - 1939 - Associação Atlética Ordem e Progresso (São Paulo) - 1940 - São Caetano Esporte Clube (São Caetano do Sul) |

(*) Clubes que disputaron la primeira división paulista la temporada siguiente.
(1) El Cotonifício Rodolfo Crespi es el actual Clube Atlético Juventus.
(2) La Associação Atlética São Paulo Alpargatas cambió su nombre para Clube Atlético Albion.

### Etapa Profesional
| Año      | Final                     | Final                     | Final                    | Semifinalistas            | Semifinalistas              | Número de participantes |
| Año      | Campeón                   | Resultados                | Subcampeón               | 3º lugar                  | 4º lugar                    | Número de participantes |
| -------- | ------------------------- | ------------------------- | ------------------------ | ------------------------- | --------------------------- | ----------------------- |
| 1947     | XV de Piracicaba          | "puntos corridos"         | Taubaté                  | Ponte Preta               | Batatais                    | 14                      |
| 1948     | XV de Piracicaba          | 5 – 1                     | Linense                  | Rio Pardo                 | São Caetano EC              | 43                      |
| 1949     | Guarani                   | 2 – 1                     | Batatais                 | Linense                   | Uchoa                       | 47                      |
| 1950     | Radium                    | 1 – 1, 2 – 1              | Botafogo                 | Francana                  | Linense                     | 54                      |
| 1951     | XV de Jaú                 | 4 – 2                     | Linense                  | São Bento Mariliense      | Inter de Bebedouro          | 46                      |
| 1952     | Linense                   | 3 – 0                     | Ferroviária              | Sanjoanense               | São Bento Mariliense        | 46                      |
| 1953     | Noroeste                  | "hexagonal"               | Ferroviária              | Paulista                  | América                     | 20                      |
| 1954     | Taubaté                   | "hexagonal"               | Comercial                | São Bento                 | Botafogo                    | 19                      |
| 1955     | Ferroviária               | "octogonal"               | Botafogo                 | Marília                   | América                     | 24                      |
| 1956     | Botafogo                  | 1 – 0, 1 – 3, 1 – 0       | Paulista                 | São Bento                 | América                     | 32                      |
| 1957     | América                   | "hexagonal"               | São Bento                | Catanduva                 | Taquaritinga                | 32                      |
| 1958     | Comercial                 | 0 – 1, 1 – 0, 4 – 0       | EC Corinthians           | Bragantino                | Rio Preto                   | 40                      |
| 1959     | EC Corinthians            | "octogonal"               | Bragantino               | Batatais                  | Catanduva                   | 40                      |
| 1960     | Esportiva                 | "puntos corridos"         | Catanduva                | Batatais                  | Nacional                    | 11                      |
| 1961     | Prudentina                | 2 – 0 (pró.)              | Ponte Preta              | Batatais Bragantino       | EC Corinthians              | 22                      |
| 1962     | São Bento                 | 0 – 0, 1 – 1, 2 – 1       | América                  | EC Corinthians            | Portuguesa Santista         | 22                      |
| 1963     | América                   | "eneagonal"               | Taubaté                  | Portuguesa Santista       | Estrada de Ferro Sorocabana | 22                      |
| 1964     | Portuguesa Santista       | "eneagonal"               | Ponte Preta              | Bragantino                | Francana                    | 22                      |
| 1965     | Bragantino                | 1 – 0, 2 – 2              | Barretos                 | Ponte Preta               | Santacruzense               | 22                      |
| 1966     | Ferroviária               | 1 – 1, 1 – 0              | XV de Piracicaba         | Santacruzense             | Ponte Preta                 | 24                      |
| 1967     | XV de Piracicaba          | "triangular"              | Bragantino               | Paulista                  | Atlético Ferroviário        | 31                      |
| 1968     | Paulista                  | "hexagonal"               | Francana                 | Ponte Preta Ferroviário   | Bragantino                  | 17                      |
| 1969     | Ponte Preta               | "cuadrangular"            | Francana                 | Noroeste                  | Linense                     | 15                      |
| 1970     | Noroeste                  | 1 – 1, 1 – 0              | Nacional                 | Bragantino                | EC Corinthians              | 17                      |
| 1971     | Marília                   | 1 – 0                     | Saad                     | GE Catanduvense           | Rio Preto                   | 24                      |
| 1972     | São José                  | 3 – 0, 0 – 0              | Garça                    | Estrela                   | Jaboticabal                 | 20                      |
| 1973     | Araçatuba                 | "triangular"              | Río Claro                | GE Catanduvense           |                             | 27                      |
| 1974     | GE Catanduvense           | "cuadrangular"            | Santo André              | Nacional                  | União Barbarense            | 24                      |
| 1975     | Santo André               | 0 – 0, 2 – 0              | GE Catanduvense          | União Barbarense          |                             | 30                      |
| 1976     | XV de Jaú                 | "cuadrangular"            | Aliança                  | Santo André               | Barretos                    | 40                      |
| 1977     | Francana                  | "cuadrangular"            | Araçatuba                | São José                  | Barretos                    | 20                      |
| 1978     | Inter de Limeira          | "hexagonal"               | Velo Clube               | São José                  | GE Catanduvense             | 20                      |
| 1979     | Taubaté                   | "cuadrangular"            | Santo André              | São José                  | AE Guaratinguetá            | 20                      |
| 1980     | São José                  | 1 – 0, 4 – 0              | Catanduvense             | Aliança                   | Ginásio Pinhalense          | 20                      |
| 1981     | Santo André               | 1 – 1, 3 – 1              | XV de Piracicaba         | Paulista                  | Aliança                     | 28                      |
| 1982     | Taquaritinga              | "cuadrangular"            | Bragantino               | Araçatuba                 | Mogi Mirim                  | 54                      |
| 1983     | XV de Piracicaba          | "cuadrangular"            | Noroeste                 | Bandeirante               | Nacional                    | 52                      |
| 1984     | Noroeste                  | "cuadrangular"            | Paulista                 | União Barbarense          | VOCEM                       | 48                      |
| 1985     | Mogi Mirim                | "cuadrangular"            | Novorizontino            | Tanabi                    | Taubaté                     | 53                      |
| 1986     | Bandeirante               | "cuadrangular"            | Noroeste                 | Esporte                   | União Barbarense            | 55                      |
| 1987     | União São João            | 2 – 1, 1 – 0              | São José                 | Marília                   | Votuporanguense             | 53                      |
| 1988     | Bragantino                | 2 – 0, 3 – 0              | Catanduvense             | Taubaté                   | Lençoense                   | 31                      |
| 1989     | Ituano                    | 1 – 0, 1 – 1              | Ponte Preta              | Nacional                  | União Mogi                  | 27                      |
| 1990     | Olímpia                   | "hexagonal"               | Rio Branco               | Marília                   | Sãocarlense                 | 26                      |
| 1991     | Araçatuba                 | "cuadrangular"            | Lemense                  | Independente              | Tanabi                      | 12                      |
| 1992     | Taquaritinga              | "cuadrangular"            | São Caetano              | Taubaté                   | São Bento                   | 22                      |
| 1993     | Paraguaçuense             | "cuadrangular"            | Comercial                | União Barbarense          | Francana                    | 28                      |
| 1994     | Araçatuba                 | "puntos corridos"         | Juventus                 | XV de Piracicaba          | Comercial                   | 16                      |
| 1995     | Mogi Mirim                | "puntos corridos"         | XV de Jaú                | Botafogo                  | Santo André                 | 16                      |
| 1996     | Internacional de Limeira  | "cuadrangular"            | Portuguesa Santista      | São José                  | Ituano                      | 16                      |
| 1997     | Matonense                 | "cuadrangular"            | Ituano                   | Santo André               | Novorizontino               | 16                      |
| 1998     | União Barbarense          | "cuadrangular"            | América                  | Ponte Preta               | Noroeste                    | 16                      |
| 1999     | América                   | 0 – 0, 1 – 1              | Ponte Preta              | Etti Jundiaí              | Santo André                 | 18                      |
| 2000 (1) | Botafogo (Ribeirão Preto) | 3 – 2, 2 – 1              | São José                 | Ituano                    | Santo André                 | 18                      |
| 2000 (2) | São Caetano               | 1 – 0, 0 – 0              | Etti Jundiaí             | Juventus                  | Santo André                 | 18                      |
| 2001     | Etti Jundiaí              | "puntos corridos"         | Santo André              | Juventus                  | Ituano                      | 16                      |
| 2002     | Marília                   | 0 – 2, 3 – 0              | Francana                 | Flamengo                  | São José                    | 16                      |
| 2003     | Oeste                     | 1 – 1, 1 – 0              | Atlético Sorocaba        | Matonense                 | Taquaritinga                | 16                      |
| 2004     | Internacional de Limeira  | "cuadrangular"            | Taubaté                  | Taquaritinga              | Flamengo                    | 16                      |
| 2005     | Juventus                  | 2 - 1                     | Noroeste                 | Bragantino                | São Bento                   | 20                      |
| 2006     | Barueri                   | 4 - 1                     | Sertãozinho              | Río Claro                 | Guaratinguetá               | 20                      |
| 2007     | Portuguesa                | 1 - 1, 4 - 0              | Rio Preto                | Mirassol                  | Guarani                     | 20                      |
| 2008     | Santo André               | 0 - 0, 2 - 0              | Oeste                    | Botafogo (Ribeirão Preto) | Mogi Mirim                  | 20                      |
| 2009     | Monte Azul                | 0 - 1, 3 - 2              | Rio Branco               | Río Claro                 | Sertãozinho                 | 20                      |
| 2010     | Linense                   | "no hubo final"           | Noroeste                 | São Bernardo              | Guaratinguetá               | 20                      |
| 2011     | XV de Piracicaba          | 2 – 2 (4 – 2 pen.)        | Guarani                  | Comercial                 | Catanduvense                | 20                      |
| 2012     | São Bernardo              | 1 – 1, 2 – 2              | União Barbarense         | Penapolense               | Atlético Sorocaba           | 20                      |
| 2013     | Portuguesa                | 2 – 1, 0 – 1              | Río Claro                | Audax                     | Comercial                   | 20                      |
| 2014     | Capivariano               | "puntos corridos"         | Red Bull Brasil          | São Bento                 | Marília                     | 20                      |
| 2015     | Ferroviária               | "puntos corridos"         | Grêmio Novorizontino     | Oeste                     | Água Santa                  | 20                      |
| 2016     | Santo André               | 1 – 0                     | Mirassol                 | Barretos                  | Batatais                    | 20                      |
| 2017     | São Caetano               | 2 – 1                     | Bragantino               | Água Santa                | Río Claro                   | 20                      |
| 2018     | Guarani                   | 4 – 0                     | Oeste                    | São Bernardo              | XV de Piracicaba            | 16                      |
| 2019     | Santo André               | 1 – 2, 3 – 1              | Internacional de Limeira | Água Santa                | XV de Piracicaba            | 16                      |
| 2020     | São Caetano               | 3 – 2, 0 – 1 (4 – 3 pen.) | São Bento                | XV de Piracicaba          | São Bernardo                | 16                      |
| 2021     | São Bernardo              | 0 – 0, 2 – 2 (4 – 3 pen.) | Água Santa               | Oeste                     | Rio Claro                   | 16                      |
| 2022     | Portuguesa                | 1 – 1, 2 – 0              | São Bento                | Oeste                     | Rio Claro                   | 16                      |
| 2023     | Ponte Preta               | 1 – 1, 0 – 0 (3 – 2 pen.) | Grêmio Novorizontino     | XV de Piracicaba          | Noroeste                    | 16                      |
| 2024     | Velo Clube                | 1 – 0, 1 – 1              | Noroeste                 | Portuguesa Santista       | Juventus                    | 16                      |

## Títulos por club
| Club                     | Ciudad                | Títulos                          | Subtítulos                 |
| ------------------------ | --------------------- | -------------------------------- | -------------------------- |
| Santo André              | Santo André           | 5 (1975, 1981, 2008, 2016, 2019) | 3 (1974, 1979, 2001)       |
| XV de Piracicaba         | Piracicaba            | 5 (1947, 1948, 1967, 1983, 2011) | 2 (1966, 1981)             |
| Noroeste                 | Bauru                 | 3 (1953, 1970, 1984)             | 3 (1983, 1986, 2010)       |
| América                  | São José do Rio Preto | 3 (1957, 1963, 1999)             | 2 (1962, 1998)             |
| Ferroviária              | Araraquara            | 3 (1955, 1966, 2015)             | 2 (1952, 1953)             |
| AE Araçatuba             | Araçatuba             | 3 (1973, 1991, 1994)             | 1 (1977)                   |
| Internacional de Limeira | Limeira               | 3 (1978, 1996, 2004)             | 1 (2019)                   |
| São Caetano              | São Caetano do Sul    | 3 (2000, 2017, 2020)             | 0                          |
| Portuguesa               | São Paulo             | 3 (2007, 2013, 2022)             | 0                          |
| Bragantino               | Bragança Paulista     | 2 (1965, 1988)                   | 4 (1959, 1967, 1982, 2017) |
| Ponte Preta              | Campinas              | 2 (1969, 2023)                   | 4 (1961, 1964, 1989, 1999) |
| Paulista                 | Jundiaí               | 2 (1968, 2001)                   | 3 (1956, 1984, 2000)       |
| Taubaté                  | Taubaté               | 2 (1954, 1979)                   | 3 (1947, 1963, 2004)       |
| São José                 | São José dos Campos   | 2 (1972, 1980)                   | 2 (1987, 2000)             |
| Botafogo-SP              | Ribeirão Preto        | 2 (1956, 2000)                   | 2 (1950, 1955)             |
| Linense                  | Lins                  | 2 (1952, 2010)                   | 2 (1948, 1951)             |
| Guarani                  | Campinas              | 2 (1949, 2018)                   | 1 (2011)                   |
| XV de Jaú                | Jaú                   | 2 (1951, 1976)                   | 1 (1995)                   |
| Marília                  | Marília               | 2 (1971, 2002)                   | 0                          |
| Taquaritinga             | Taquaritinga          | 2 (1982, 1992)                   | 0                          |
| Mogi Mirim               | Mogi Mirim            | 2 (1985, 1995)                   | 0                          |
| São Bernardo             | São Bernardo do Campo | 2 (2012, 2021)                   | 0                          |
| GE Catanduvense          | Catanduva             | 1 (1974)                         | 3 (1975, 1980, 1988)       |
| Francana                 | Franca                | 1 (1977)                         | 3 (1968, 1969, 2002)       |
| São Bento                | Sorocaba              | 1 (1962)                         | 3 (1957, 2020, 2022)       |
| Comercial                | Ribeirão Preto        | 1 (1958)                         | 2 (1954, 1993)             |
| Oeste                    | Itápolis              | 1 (2003)                         | 2 (2008, 2018)             |
| União Barbarense         | Santa Bárbara d'Oeste | 1 (1998)                         | 1 (2012)                   |
| Juventus                 | São Paulo             | 1 (2005)                         | 1 (1994)                   |
| EC Corinthians           | Presidente Prudente   | 1 (1959)                         | 1 (1958)                   |
| Portuguesa Santista      | Santos                | 1 (1964)                         | 1 (1996)                   |
| Ituano                   | Itu                   | 1 (1989)                         | 1 (1997)                   |
| Bandeirante              | Birigui               | 1 (1986)                         | 0                          |
| Matonense                | Matão                 | 1 (1997)                         | 0                          |
| Esportiva                | Guaratinguetá         | 1 (1960)                         | 0                          |
| Radium                   | Mococa                | 1 (1950)                         | 0                          |
| Prudentina               | Presidente Prudente   | 1 (1961)                         | 0                          |
| União São João           | Araras                | 1 (1987)                         | 0                          |
| Olímpia                  | Olímpia               | 1 (1990)                         | 0                          |
| Paraguaçuense            | Paraguaçu Paulista    | 1 (1993)                         | 0                          |
| Grêmio Barueri           | Barueri               | 1 (2006)                         | 0                          |
| Monte Azul               | Monte Azul Paulista   | 1 (2009)                         | 0                          |
| Capivariano              | Capivari              | 1 (2014)                         | 0                          |
| Rio Branco               | Americana             | 0                                | 2 (1990, 2009)             |
| Río Claro                | Río Claro             | 0                                | 2 (1973, 2013)             |
| Grêmio Novorizontino     | Novo Horizonte        | 0                                | 2 (2015, 2023)             |
| Batatais                 | Batatais              | 0                                | 1 (1949)                   |
| Nacional                 | São Paulo             | 0                                | 1 (1970)                   |
| Barretos                 | Barretos              | 0                                | 1 (1965)                   |
| Catanduva EC             | Catanduva             | 0                                | 1 (1957)                   |
| Aliança                  | São Bernardo do Campo | 0                                | 1 (1976)                   |
| Mirassol                 | Mirassol              | 0                                | 1 (2016)                   |
| Rio Preto                | São José do Rio Preto | 0                                | 1 (2007)                   |
| GE Novorizontino         | Novo Horizonte        | 0                                | 1 (1985)                   |
| Atlético Sorocaba        | Sorocaba              | 0                                | 1 (2003)                   |
| Sertãozinho              | Sertãozinho           | 0                                | 1 (2006)                   |
| Saad                     | São Caetano do Sul    | 0                                | 1 (1971)                   |
| Garça                    | Garça                 | 0                                | 1 (1972)                   |
| Velo Clube               | Río Claro             | 0                                | 1 (1978)                   |
| Red Bull Brasil          | Campinas              | 0                                | 1 (2014)                   |
| Água Santa               | Diadema               | 0                                | 1 (2021)                   |